# Coppa Florio 1924

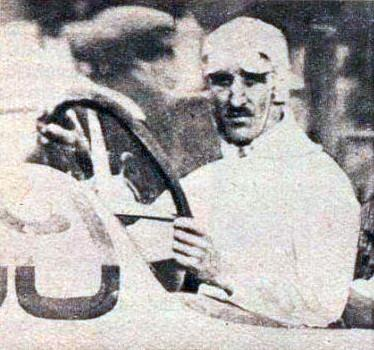
Rennsieger Christian Werner

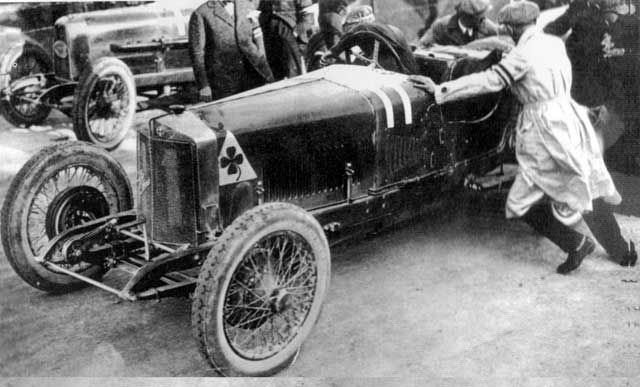
Der Alfa Romeo RLS/3.6 von Giulio Masetti (links am Steuer) vor dem Rennstart

Die 9. Coppa Florio, auch IX Coppa Florio, war ein Straßenrennen auf Sizilien und fand am 27. April 1924 statt.

## Vorgeschichte
Eine der frühen Veranstaltungen der Motorsportgeschichte war 1900 die Automobilwoche Brescia. Rund um die lombardische Stadt Brescia fanden Rennen mit unterschiedlichen Teilnehmern und Distanzen statt. Nachdem Vincenzo Florio 1905 als Siegespreis 50.0000 Italienische Lire gestiftet hatte, wurde die Veranstaltung in Coppa Florio umbenannt. Auf die Umbenennung folgte 1914 die Verlegung des Rennens von Oberitalien nach Sizilien.
1914 fand die Coppa eine Woche nach der Targa Florio statt. Im Unterschied zur Targa, die zum dritten Mal als Giro di Sicilia eine Fahrt rund um die größte Mittelmeerinsel war, fuhren die Teilnehmer der Coppa am Grande circuito delle Madonie. Da zwei Rennen ähnlicher Ausprägung und innerhalb weniger Wochen am selben Ort wenig zielführend erschienen, entschieden die Offiziellen um Vincenzo Florio die beiden Rennen 1924 zu einer Veranstaltung zusammenzulegen. Je nach Sichtweise war die vier Runden lange Targa Florio jetzt ein Rennen innerhalb der fünf Runden umfassenden Coppa Florio oder die Coppa einfach eine um eine Runde verlängerte Targa. Um bei der Coppa gewertet zu werden, mussten die zur Targa gemeldeten Fahrer nach der Zieldurchfahrt nur eine Runde weiterfahren.

## Das Rennen
Neben den ausgefallenen Fahrern endete für zwei Piloten das Rennen nach der Targa Florio. Antonio Ascari disqualifizierten die Veranstalter, weil er seinen Alfa Romeo RLS/3.6 nach einem Dreher knapp vor der Ziellinie von Zuschauern über die Ziellinie schieben ließ. Fiat-Werksfahrer Pietro Bordino hatte die Targa als Gesamtdritter beendet und musste nach der Zieldurchfahrt, körperlich erschöpft, von Teammitgliedern aus dem Wagen gehoben werden. Sein Cockpit übernahm Ersatzfahrer Felice Nazzaro, der das Rennen nach einem Motorbrand aufgeben musste. Vom Rennen ausgeschlossen wurden die drei Werkswagen von Fabbrica Automobili Sport Torino, weil an den beiden noch fahrenden Fast 2S/3.0 nach der Targa unerlaubte Reparaturen vorgenommen wurden. 
Bis auf den Ausfall des Bordino/Nazzaro-Fiat blieben die ersten zehn Positionen im Schlussklassement gegenüber der Targa Florio unverändert. Giulio Masetti konnte im Alfa Romeo den Rückstand auf den Targa-Florio-Gewinner Christian Werner im Mercedes nicht verkürzen, der nach einer Gesamtfahrzeit von 8:17:13,000 Stunden auch die Coppa mit einem Vorsprung von neun Minuten auf Masetti gewann.

## Ergebnisse

### Schlussklassement
| 1               | Racing/Sport 2.0      | 10 | Daimler-Motoren-Gesellschaft               | Christian Werner              | Mercedes Tipo Indy 2000 120 PS | 8:17:13,000  |
| 2               | Racing/Sport 4.5      | 11 | Accomandita Ing. Nicola Romeo & Co         | Giulio Masetti                | Alfa Romeo RLS/3.6             | 8:26:03,600  |
| 3               | Racing/Sport 3.0      | 33 | Accomandita Ing. Nicola Romeo & Co         | Giuseppe Campari              | Alfa Romeo RLS/3.0             | 8:29:21,000  |
| 4               | Racing/Sport 4.5      | 28 | SA des Automobiles et Cycles Peugeot       | André Boillot                 | Peugeot 174S/3.8               | 8:30:11,000  |
| 5               | Racing/Sport über 4.5 | 1  | Hispano-Suiza, Fabrica de automoviles S.A  | André Dubonnet                | Hispano-Suiza H6C Speciale/8.0 | 8:30:18,400  |
| 6               | Racing/Sport 4.5      | 3  | Österreichische Waffenfabriks-Gesellschaft | Hermann Rützler               | Steyr IV/4.0                   | 8:36:23,000  |
| 7               | Racing/Sport 4.5      | 4  | SA des Automobiles et Cycles Peugeot       | Giulio Foresti                | Peugeot 174S/3.8               | 8:39:40,000  |
| 8               | Racing/Sport 3.0      | 35 | Accomandita Ing. Nicola Romeo & Co         | Louis Wagner                  | Alfa Romeo RLS/3.0             | 8:44:49,400  |
| 9               | Racing/Sport 2.0      | 32 | Daimler-Motoren-Gesellschaft               | Christian Lautenschlager      | Mercedes Tipo Indy 2000 120 PS | 9:00:16,000  |
| 10              | Racing/Sport 4.5      | 27 | Österreichische Waffenfabriks-Gesellschaft | Gastone Brilli-Peri           | Steyr IV/4.0                   | 9:03:06,000  |
| 11              | Racing/Sport 3.0      | 13 | SA Autocostruzioni Diatto                  | Alfieri Maserati              | Diatto 4 DS Speciale           | 9:04:02,600  |
| 12              | Racing/Sport 4.5      | 18 | SA des Automobiles et Cycles Peugeot       | Christian Dauvergne           | Peugeot 174S/3.8               | 9:07:55,000  |
| 13              | Racing/Sport 2.0      | 23 | Daimler-Motoren-Gesellschaft               | Alfred Neubauer               | Mercedes Tipo Indy 2000 120 PS | 9:30:29,400  |
| 14              | Racing/Sport 1.5      | 6  | Aktiengesellschaft für Automobilbau        | Jakob Scholl                  | Aga 6/30 PS/1.5                | 9:36:22,000  |
| 15              | Racing/Sport 1.5      | 31 | Fabbrica Automobili Itala                  | Claudio Sandonnino            | Itala 51 Sport/2.8             | 9:41:56,000  |
| 16              | Racing/Sport 1.1      | 5  | Domenico Gamboni                           | Domenico Gamboni              | Amilcar 4C GS/1.1              | 10:00:51,000 |
| Disqualifiziert |                       |    |                                            |                               |                                |              |
| 17              | Racing/Sport 4.5      | 24 | Accomandita Ing. Nicola Romeo & Co         | Antonio Ascari                | Alfa Romeo RLS/3.6             | 6:42:30,000  |
| Ausgefallen     |                       |    |                                            |                               |                                |              |
| 18              | Racing/Sport 1.5      | 36 | Aktiengesellschaft für Automobilbau        | Otto Philipp                  | Aga 6/30 PS/1.5                |              |
| 19              | Racing/Sport 1.5      | 19 | Aktiengesellschaft für Automobilbau        | Eric Stahl                    | Aga 6/30 PS/1.5                |              |
| 20              | Racing/Sport 2.0      | 37 | Rodolfo Caruso                             | Rodolfo Caruso                | Bianchi 18/2.0                 |              |
| 21              | Racing/Sport 2.0      | 20 | Établissements Ballot                      | Jean Haimovici                | Ballot 2LS/2.0                 |              |
| 22              | Racing/Sport 3.0      | 12 | Pietro Mucera                              | Pietro Mucera                 | Cairano CS 2H/3.0              |              |
| 23              | Racing/Sport 3.0      | 9  | Fabbrica Automobili Itala                  | Antonio Moriondo              | Itala 51 Sport/2.8             |              |
| 24              | Racing/Sport 3.0      | 22 | Fabbrica Automobili Itala                  | Giuseppe Rebuffo              | Itala 51 Sport/2.8             |              |
| 25              | Racing/Sport 3.0      | 26 | Steiger AG                                 | Hans Kolb                     | Steiger 19/50 PS/2.6           |              |
| 26              | Racing/Sport 3.0      | 40 | Fabbrica Automobili Sport Torino           | James Tagliavia               | Fast 2S/3.0                    |              |
| 27              | Racing/Sport 3.0      | 2  | Steiger AG                                 | Ernest Kauffmann              | Steiger 19/50 PS/2.6           |              |
| 28              | Racing/Sport 3.0      | 7  | Établissements Ballot                      | Jules Goux                    | Ballot 2LS/2.0                 |              |
| 29              | Racing/Sport 4.5      | 15 | Luigi Lopez                                | Luigi Lopez                   | Nazzaro Grand Prix/4.4         |              |
| 30              | Racing/Sport 4.5      | 17 | Österreichische Waffenfabriks-Gesellschaft | Ferdinando Minoia             | Steyr IV/4.0                   |              |
| 31              | Racing/Sport 4.5      | 41 | Domenico Antonelli                         | Domenico Antonelli            | Mercedes Grand Prix 1914/4.5   |              |
| 32              | Racing/Sport über 4.5 | 30 | Fabbrica Italiana Automobili Torino        | Giuseppe Pastore              | Fiat 519 Speciale              |              |
| 33              | Racing/Sport 1.5      | 8  | Fabbrica Italiana Automobili Torino        | Pietro Bordino Felice Nazzaro | Fiat 501SS Speciale/1.5        |              |
| 34              | Racing/Sport 3.0      | 16 | Steiger AG                                 | Mayer-Brillon                 | Steiger 10/50 PS/2.6           |              |
| 35              | Racing/Sport 1.5      | 29 | Aktiengesellschaft für Automobilbau        | Pagani                        | Aga 6/30 PS/1.5                |              |
| Nicht gestartet |                       |    |                                            |                               |                                |              |
| 36              | Racing/Sport 3.0      | 39 | Fabbrica Automobili Sport Torino           | Cesare Castaldetti            | Fast 2S/3.0                    | 1            |
| 37              | Racing/Sport 3.0      | 38 | Fabbrica Automobili Sport Torino           | Augusto Tarabusi              | Fast 2S/3.0                    | 2            |

1 Vom Rennen ausgeschlossen
2 Vom Rennen ausgeschlossen

### Nur in der Meldeliste
Hier finden sich Teams, Fahrer und Fahrzeuge, die ursprünglich für das Rennen gemeldet waren, aber nicht daran teilnahmen.
| Pos. | Klasse | Nr. | Team                                 | Fahrer                    | Chassis |
| ---- | ------ | --- | ------------------------------------ | ------------------------- | ------- |
| 38   |        |     |                                      | Solomano                  | Fiat    |
| 39   |        |     | Società Ligure Piemontese Automobili | Eugenio Beria d'Argentine |         |
| 40   |        |     | Società Ligure Piemontese Automobili | Caberto Conelli           |         |
| 41   |        |     | Società Ligure Piemontese Automobili | Spadoni                   |         |
| 42   |        |     | Steiger AG                           | Giuseppe De Seta          |         |

### Klassensieger
| Klasse                | Fahrer           | Fahrzeug                       | Platzierung im Gesamtklassement |
| --------------------- | ---------------- | ------------------------------ | ------------------------------- |
| Racing/Sport über 4.5 | André Dubonnet   | Hispano-Suiza H6C Speciale/8.0 | Rang 5                          |
| Racing/Sport 4.5      | Giulio Masetti   | Alfa Romeo RLS/3.6             | Rang 2                          |
| Racing/Sport 3.0      | Giuseppe Campari | Alfa Romeo RLS/3.0             | Rang 3                          |
| Racing/Sport 2.0      | Christian Werner | Mercedes Tipo Indy 2000 120 PS | Gesamtsieg                      |
| Racing/Sport 1.5      | Jakob Scholl     | Aga 6/30 PS/1.5                | Rang 14                         |
| Racing/Sport 1.1      | Domenico Gamboni | Amilcar 4C GS/1.1              | Rang 15                         |

### Renndaten
- Gemeldet: 42
- Gestartet: 35
- Gewertet: 16
- Rennklassen: 6
- Zuschauer: unbekannt
- Wetter am Renntag: warm und trocken
- Streckenlänge: 108,000 km
- Fahrzeit des Siegerteams: 8:17:13,000 Stunden
- Gesamtrunden des Siegerteams: 5
- Gesamtdistanz des Siegerteams: 540,000 km
- Siegerschnitt: 65,162 km/h
- Schnellste Trainingszeit: keine
- Schnellste Rennrunde: Christian Werner – Mercedes Tipo Indy 2000 120 PS (#10) – 1:34:59,800 = 68,212 km/h
- Rennserie: zählte zu keiner Rennserie